# Морансе, Кристель
Кристель Морансе (фр. Christelle Morançais; род. 28 января 1975, Ле-Ман) — французский политический и государственный деятель, председатель регионального совета Земель Луары (с 2017).

## Биография
Родилась 28 января 1975 года, получила предпринимательское образование, 20 лет занималась бизнесом в сфере недвижимости. Вместе мужем создала агентство недвижимости MegAgence и заняла в нём должность генерального директора. 30 марта 2014 года избрана в муниципальный совет Ле-Мана и в совет метрополии Ле-Мана. 13 декабря 2015 года избрана в региональный совет Земель Луары по списку Союза правых и центра, который возглавлял Брюно Ретайо. 19 октября 2017 года избрана председателем регионального совета.
На региональных выборах 27 июня 2021 года возглавляемый Морансе правоцентристский блок победил с результатом 46,45 %, опередив коалицию левых и зелёных (34,87 %) и Национальное объединение (10,48 %).
2 июля 2021 года переизбрана председателем регионального совета в первом туре — 60 депутатов проголосовали «за», 33 бюллетеня не были заполнены.